# Richard Wallace (mecenate)
Sir Richard Wallace (Londra, 21 giugno 1818 – Parigi, 20 luglio 1890) è stato un collezionista d'arte, filantropo e politico britannico, il cui nome resta legato alla prestigiosa Wallace Collection di Londra, e alle parigine fontane Wallace.

## Biografia
Primo baronetto del nome, fu figlio illegittimo e segretario di Richard Seymour-Conway, IV marchese di Hertford. Suo padre non lo riconobbe mai, ma gli lasciò in eredità nel 1870 una sterminata collezione di dipinti, sculture ed opere minori che lo stesso Wallace arricchì.
Nel 1897 la collezione andò allo stato ed è conservata tuttora ad Hertford House.

## Ascendenza
|                                                     |                                   |                                             | Genitori                                 |  |  | Nonni |  |  | Bisnonni                                                  |  |  | Trisnonni                                          |  |
|                                                     |                                   |                                             |                                          |  |  |       |  |  | 8. Francis Ingram-Seymour-Conway, II marchese di Hertford |  |  | 16. Francis Seymour-Conway, I marchese di Hertford |  |
|                                                     |                                   |                                             |                                          |  |  |       |  |  | 8. Francis Ingram-Seymour-Conway, II marchese di Hertford |  |  | 16. Francis Seymour-Conway, I marchese di Hertford |  |
|                                                     |                                   | 17. Isabella FitzRoy                        |                                          |  |  |       |  |  | 8. Francis Ingram-Seymour-Conway, II marchese di Hertford |  |  |                                                    |  |
| 4. Francis Seymour-Conway, III marchese di Hertford |                                   |                                             |                                          |  |  |       |  |  | 8. Francis Ingram-Seymour-Conway, II marchese di Hertford |  |  |                                                    |  |
|                                                     |                                   | 9. Isabella Ingram                          | 18. Charles Ingram, IX visconte Irvine   |  |  |       |  |  |                                                           |  |  |                                                    |  |
|                                                     |                                   | 9. Isabella Ingram                          | 18. Charles Ingram, IX visconte Irvine   |  |  |       |  |  |                                                           |  |  |                                                    |  |
|                                                     |                                   | 9. Isabella Ingram                          | 19. Frances Shepheard                    |  |  |       |  |  |                                                           |  |  |                                                    |  |
| 2. Richard Seymour-Conway, IV marchese di Hertford  |                                   | 9. Isabella Ingram                          |                                          |  |  |       |  |  |                                                           |  |  |                                                    |  |
|                                                     |                                   | 10. William Douglas, IV duca di Queensberry | 20. William Douglas, II conte di March   |  |  |       |  |  |                                                           |  |  |                                                    |  |
|                                                     |                                   | 10. William Douglas, IV duca di Queensberry | 20. William Douglas, II conte di March   |  |  |       |  |  |                                                           |  |  |                                                    |  |
|                                                     |                                   | 10. William Douglas, IV duca di Queensberry | 21. Anne Hamilton, II contessa di Ruglen |  |  |       |  |  |                                                           |  |  |                                                    |  |
| 5. Maria Emilia Fagnani                             |                                   | 10. William Douglas, IV duca di Queensberry |                                          |  |  |       |  |  |                                                           |  |  |                                                    |  |
|                                                     |                                   | 11. Costanza Brusati, marchesa Fagnani      | 22. Pietro Brusati                       |  |  |       |  |  |                                                           |  |  |                                                    |  |
|                                                     |                                   | 11. Costanza Brusati, marchesa Fagnani      | 22. Pietro Brusati                       |  |  |       |  |  |                                                           |  |  |                                                    |  |
|                                                     |                                   | 11. Costanza Brusati, marchesa Fagnani      | 23. Antonia Solari                       |  |  |       |  |  |                                                           |  |  |                                                    |  |
| 1. Richard Wallace, I baronetto                     |                                   | 11. Costanza Brusati, marchesa Fagnani      |                                          |  |  |       |  |  |                                                           |  |  |                                                    |  |
|                                                     | 12. John Dunlop, XIX di quell'Ilk | 24. Francis Dunlop, XVIII di quell'Ilk      |                                          |  |  |       |  |  |                                                           |  |  |                                                    |  |
|                                                     | 12. John Dunlop, XIX di quell'Ilk | 24. Francis Dunlop, XVIII di quell'Ilk      |                                          |  |  |       |  |  |                                                           |  |  |                                                    |  |
|                                                     | 12. John Dunlop, XIX di quell'Ilk | 25. Susanna Leckie                          |                                          |  |  |       |  |  |                                                           |  |  |                                                    |  |
| 6. Thomas Dunlop-Wallace, V baronetto               | 12. John Dunlop, XIX di quell'Ilk |                                             |                                          |  |  |       |  |  |                                                           |  |  |                                                    |  |
|                                                     |                                   | 13. Frances Anna Wallace                    | 26. Thomas Wallace, IV baronetto         |  |  |       |  |  |                                                           |  |  |                                                    |  |
|                                                     |                                   | 13. Frances Anna Wallace                    | 26. Thomas Wallace, IV baronetto         |  |  |       |  |  |                                                           |  |  |                                                    |  |
|                                                     |                                   | 13. Frances Anna Wallace                    | 27. Eleanor Agnew                        |  |  |       |  |  |                                                           |  |  |                                                    |  |
| 3. Elizabeth Dunlop-Wallace                         |                                   | 13. Frances Anna Wallace                    |                                          |  |  |       |  |  |                                                           |  |  |                                                    |  |
|                                                     |                                   | …                                           | …                                        |  |  |       |  |  |                                                           |  |  |                                                    |  |
|                                                     |                                   | …                                           | …                                        |  |  |       |  |  |                                                           |  |  |                                                    |  |
|                                                     |                                   | …                                           | …                                        |  |  |       |  |  |                                                           |  |  |                                                    |  |
| 7. Elizabeth Brunsden                               |                                   | …                                           |                                          |  |  |       |  |  |                                                           |  |  |                                                    |  |
|                                                     |                                   | …                                           | …                                        |  |  |       |  |  |                                                           |  |  |                                                    |  |
|                                                     |                                   | …                                           | …                                        |  |  |       |  |  |                                                           |  |  |                                                    |  |
|                                                     |                                   | …                                           | …                                        |  |  |       |  |  |                                                           |  |  |                                                    |  |
|                                                     |                                   | …                                           |                                          |  |  |       |  |  |                                                           |  |  |                                                    |  |